# Tras de mí
"Tras de mí" é uma canção do grupo pop mexicano RBD, gravada para o seu segundo álbum de estúdio, Nuestro Amor (2005). A canção foi composta por Carlos Lara, Max di Carlo e Pedro Damián, sendo lançada como terceiro single do álbum em 23 de janeiro de 2006.
Uma versão em português, intitulada "Atrás de Mim" está presente no álbum Nosso Amor Rebelde (2006). A versão em espanhol promoveu também a abertura da terceira temporada da novela Rebelde (2004–06) e foi escolhida para abrir os shows da Soy Rebelde Tour em 2023.

## Vídeo musical
A canção não obteve um vídeo musical, apenas imagens de um show realizado pelo grupo foi utilizado como abertura da terceira temporada da novela Rebelde.

## Apresentações ao vivo
O grupo apresentou a canção em 2 de novembro durante o Grammy Latino de 2006 em Nova Iorque.

## Formato e duração
- Download digital e streaming

1. "Tras de Mí" – 3:11

- Download digital e streaming – versão em português[2]

1. "Atrás de Mim" – 3:11

## Outras versões
Em 19 de agosto de 2022, o grupo rock mexicano Moderatto lançou uma versão da canção em colaboração com a cantora colombiana Pitizion. A canção está presente no álbum Rockea Bien Duro (2022) de Moderatto em tributo ao grupo pop mexicano.

## Créditos

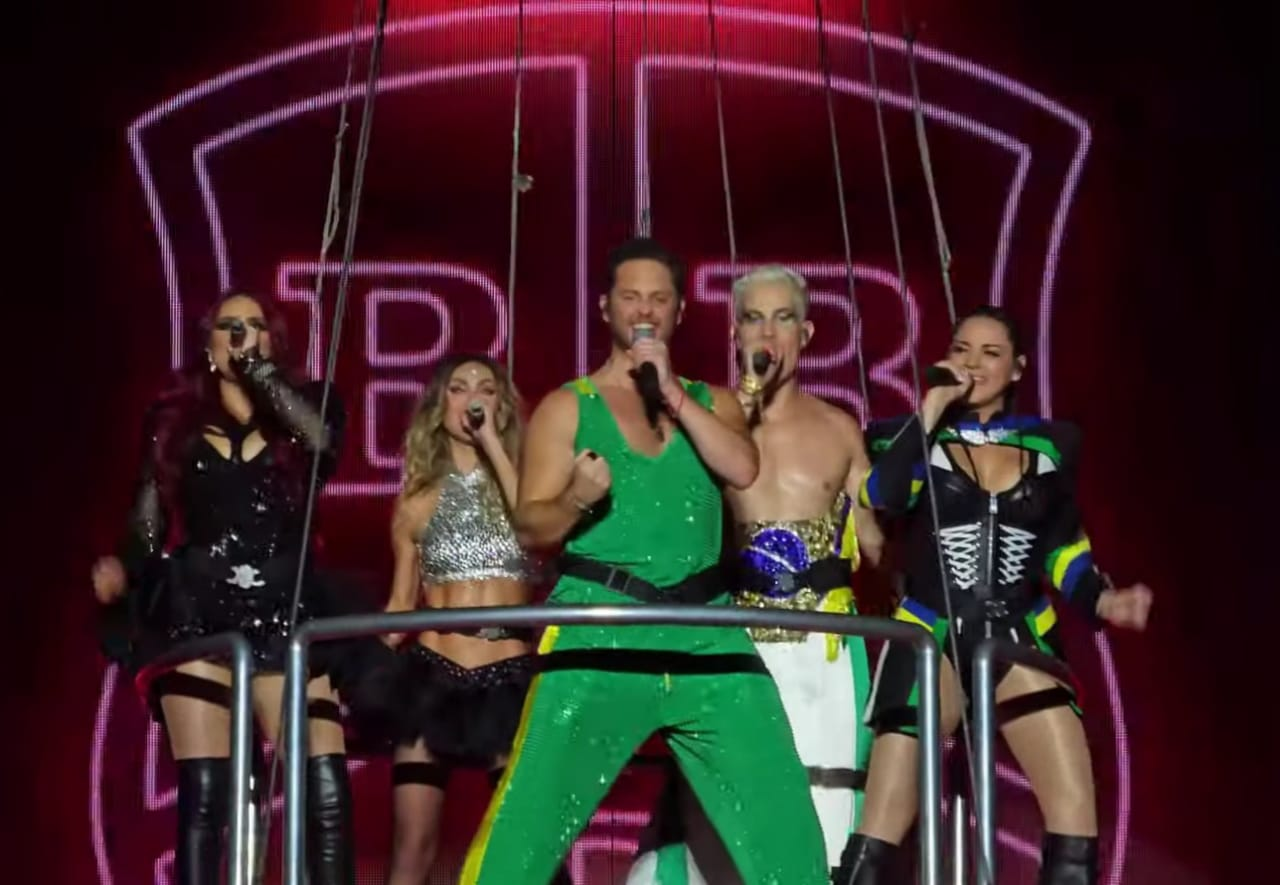
A banda interpretando a canção no Rio de Janeiro, Brasil. (09.11.2023)

- Alfonso Herrera – vocal
- Anahí – vocal
- Carlos Lara – compositor
- Christian Chávez – vocal
- Christopher von Uckermann – vocal
- Dulce María – vocal
- Maite Perroni – vocal
- Max di Carlo[a] – compositor
- Pedro Damián – compositor